# Les Loges-sur-Brécey
Les Loges-sur-Brécey is een gemeente in het Franse departement Manche (regio Normandië) en telt 147 inwoners (1999). De plaats maakt deel uit van het arrondissement Avranches.

## Geografie
De oppervlakte van Les Loges-sur-Brécey bedraagt 5,3 km², de bevolkingsdichtheid is 27,7 inwoners per km².
De onderstaande kaart toont de ligging van Les Loges-sur-Brécey met de belangrijkste infrastructuur en aangrenzende gemeenten.

## Demografie
Onderstaande figuur toont het verloop van het inwonertal (bron: INSEE-tellingen).

## Foto's

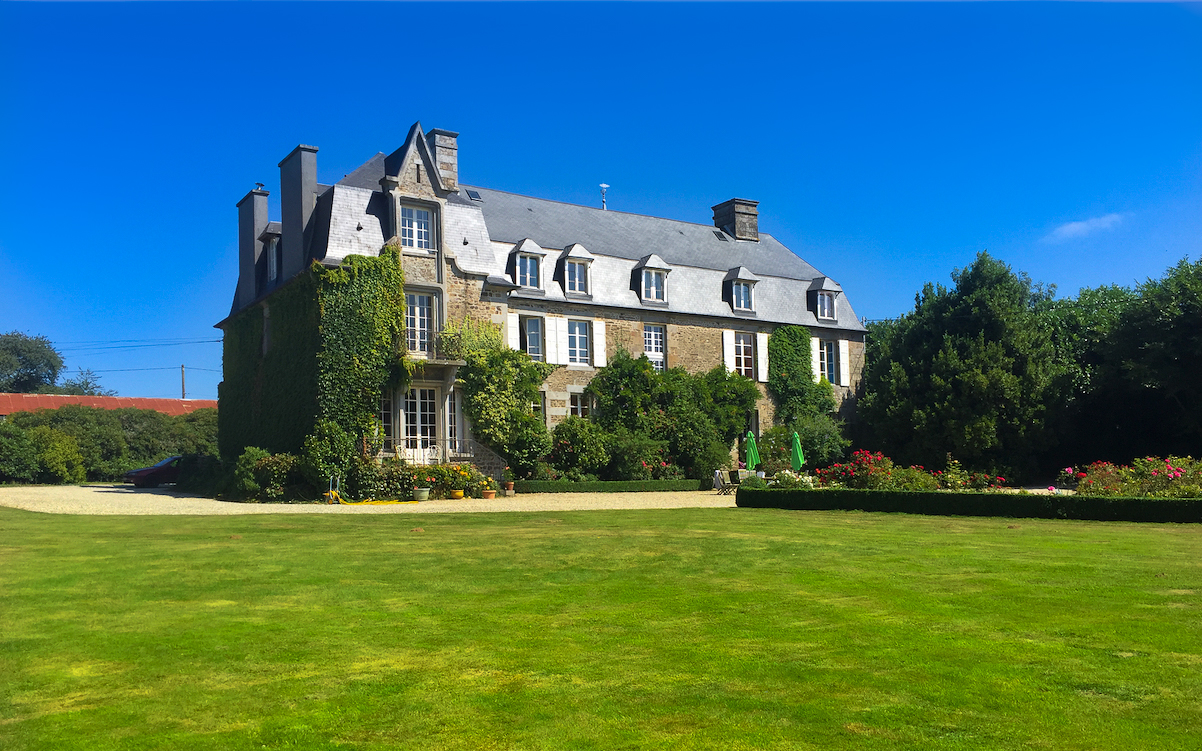
Château Des Boulais

1. ↑  Populations de référence 2022.